# فريدريش مورتون
فريدريش مورتون (بالألمانية: Friedrich Morton)‏ (و. 1890 – 1969 م) هو عالم طبيعة، وعالم نبات، ومختص في دراسة المغارات نمساوي، ولد في غوريتسيا، توفي في هالشتات، عن عمر يناهز 79 عاماً.